# Titagarh
Titagarh (en bengalí: টিটাগড় ) es una ciudad de la India, en el distrito de 24 Parganas norte, estado de Bengala Occidental.

## Geografía
Se encuentra a una altitud de 9 m s. n. m. a 20 km de la capital estatal, Calcuta, en la zona horaria UTC +5:30.

## Demografía
Según estimación 2010 contaba con una población de 131 100 habitantes.